# 7-й истребительный авиационный корпус ПВО
7-й истребительный авиационный корпус ПВО — воинское соединение Вооружённых сил СССР во время Великой Отечественной войны.

## История
До начала Великой Отечественной войны из состава ВВС Ленинградского военного округа для целей противовоздушной обороны было выделено две истребительные авиационные дивизии — 3-я и 54-я. На основании приказа Наркома Обороны № 0041 от 19 июня 1941 года эти две дивизии объединили в 7-й истребительный авиационный корпус под командованием полковника Данилова С. П.. На 24 июня 1941 года корпус имел 178 истребителей И-16, 70 — МиГ-3 и 26 — И-153, 274 экипажа, из них 94 подготовленных для полётов ночью. Вскоре после начала боевых действий корпус был пополнен дополнительно пятью истребительными авиаполками.
С 3 часов 40 минут 22.06.1941 авиация ПВО установила на подступах к Ленинграду и над самим городом круглосуточное патрулирование в воздухе, а на аэродромах находились в боевой готовности дежурные группы истребителей. После внедрения радиолокационных станций "Редут" увеличилась надёжность обнаружения воздушного противника, что позволило более своевременно поднимать в воздух дежурные группы истребителей и с сентября 1941 года сократить патрулирование истребителей под Ленинградом.
Со второй половины июля 1941 года усилились бомбардировочные налёты на город. По советским данным, до 1 сентября истребительная авиация корпуса сбила 192 немецких самолёта, а всего войска ПВО уничтожили 232 самолёта противника. Из 1614 германских самолётов, направленных на Ленинград, к городу прорвались 28 бомбардировщиков. В этот период 7-й истребительный авиационный корпус привлекался для нанесения ударов по наземным войскам противника, его складам, укреплениям, технике, аэродромам. К началу активных действий под Ленинградом в корпусе насчитывалось 401[уточнить] самолёт и 411 подготовленных экипажей, впоследствии пополненные 256 самолётами МиГ-3 и ЛаГГ-3.
Авиация ПВО летом 1941 года базировалась на 10 аэродромах вокруг Ленинграда, имелось пятнадцать запасных аэродромов. В результате подхода финских и германских войск к Ленинграду часть аэродромов была утеряна, и в сентябре их осталось четыре, расположенных в северной части города. На них истребители ПВО базировались в течение всего периода блокады Ленинграда.
В боях в ходе обороны Ленинграда корпус понёс большие потери, так на 17.9.1941 в корпусе оставалось только 54 самолёта, при этом лётчики полка уничтожили 120 самолётов противника.
Первые бои заставили лётчиков 7-го истребительного авиационного корпуса изменить тактику воздушного боя. От трёхсамолётного звена, построение которого связывало маневренность группы и отвлекало лётчиков на выдерживание боевого порядка и препятствовало своевременному обнаружению противника, перешли к звену из четырёх самолётов разделённых на две пары. В боевых порядках стали выделять ударную группу и группу прикрытия. Лётчиками применяли приёмы боя - скрытое сближение с противником, открытие огня с коротких дистанций, навязывание истребителям противника боя на горизонталях и на более выгодных высотах.
В сентябре в налётах на блокадный Ленинград, по советским данным, участвовало более 2700 немецких самолётов, к городу прорвались 480 самолётов. Лётчики 7-го истребительного авиационного корпуса сбили 120 самолёта, ещё 152 сбила зенитная артиллерия.
С конца сентября 1941 года корпус был вынужден выделять свои самолёты для прикрытия коммуникаций проходящих по Ладожскому озеру: с сентября по ноябрь 1941 года части корпуса произвели более 2 000 самолёто-вылетов в район мыса Осиновец; в ноябре 1941 года 123-й авиационный полк был откомандирован в полном составе для прикрытия объектов западного берега озера и участка трассы от Коккорево до архипелага Зеленцы. Корпус также продолжал вести боевые действия и по поддержке наземных войск. Для выполнения этой задачи было совершено 1460 самолёто-вылетов.
В период блокады[когда?] произошли изменения в руководстве 7-го корпуса — командиром корпуса был назначен полковник Е. Е. Ерлыкин, военным комиссаром бригадный комиссар Г. Ю. Певзнер, начальником штаба подполковник Н. П. Жильцов. 26 ноября 1941 года 7-й истребительный авиакорпус был передан в оперативное подчинение командира 2-го корпуса ПВО.  В январе 1942 года истребительный авиакорпус вошёл в состав Ленинградского корпусного района ПВО.
Всего за 1941—1942 годы корпус отчитался об уничтожении 653 самолётов противника, из них 534 — в воздушных боях и 119 — при штурмовках аэродромов. 26 июня 1943 года командиром 7-го истребительного корпуса ПВО был назначен Герой Советского Союза полковник Н. Д. Антонов. В 1943 году корпус участвует в боях по прорыву блокады Ленинграда, обеспечивая прикрытие с воздуха наступающих советских войск.
Опыт отражения налётов немецких истребителей на Ленинград в мае 1943 года, показавший недостаточную неэффективность подъёма истребителей на перехват противника из готовности №1, привел к возврату к практике воздушного патрулирования. Были созданы специальные зоны патрулирования с выносом их в сторону вероятных маршрутов полётов немецкой авиации, и в дни наиболее интенсивных налётов над городом имелся патруль из 2-4 самолётов.
Командование корпусом внедрили в боевую практику централизованную систему управления и радионаведения истребителей на самолёты противника, для этого использовались данные радиолокационных станций "Редут" и СОН. Данные станций наносились на специальные планшеты. Был оборудован командный пункт планшетного наведения, на котором несли постоянное дежурство авианаводчики.
7 июля 1943 года приказом НКО № 255 был преобразован во 2-й гвардейский истребительный авиационный корпус ПВО.

## Подчинение и состав
| Дата       | Фронт (округ)       | Армия (корпус)                                               | Состав |
| ---------- | ------------------- | ------------------------------------------------------------ | --- |
| 22.06.1941 | Северный фронт      | 2-й корпус ПВО (в оперативном подчинении)                    | - |
| 01.07.1941 | Северный фронт      | -                                                            | - |
| 10.07.1941 | Северный фронт      | -                                                            | 19-й, 26-й, 44-й, 157-й, 191-й, 192-й, 193-й, 194-й, 195-й истребительные полки, в оперативном подчинении 7-й, 154-й, 156-й, 159-й истребительные полки               |
| 01.08.1941 | Северный фронт      | -                                                            | 19-й, 26-й, 44-й, 123-й, 157-й, 191-й, 192-й, 193-й, 194-й, 195-й истребительные полки, в оперативном подчинении 7-й, 154-й, 156-й, 158-й, 159-й истребительные полки |
| 01.09.1941 | Ленинградский фронт | -                                                            | 19-й, 26-й, 35-й, 44-й, 123-й, 157-й, 158-й, 191-й, 192-й, 193-й, 194-й, 195-й, 425-й истребительные полки                                                            |
| 01.10.1941 | Ленинградский фронт | -                                                            | 15-й, 26-й, 44-й, 123-й, 157-й, 158-й, 191-й, 192-й, 194-й, 195-й, 425-й истребительные полки, в оперативном подчинении 46-й истребительный полк.                     |
| 01.11.1941 | Ленинградский фронт | -                                                            | 15-й, 26-й, 44-й, 123-й, 157-й, 191-й, 192-й, 194-й, 195-й, 425-й истребительные полки                                                                                |
| 01.12.1941 | Ленинградский фронт | Ленинградский корпусной район ПВО (в оперативном подчинении) | 15-й, 26-й, 44-й, 123-й, 124-й, 157-й, 195-й истребительные полки |
| 01.01.1942 | Ленинградский фронт | -                                                            | 26-й, 44-й, 123-й, 124-й истребительные полки ПВО |
| 01.02.1942 | Ленинградский фронт | Ленинградский корпусной район ПВО                            | 26-й, 44-й, 123-й, 124-й истребительные полки ПВО |
| 01.03.1942 | Ленинградский фронт | -                                                            | 26-й, 44-й, 123-й, 124-й истребительные полки ПВО |
| 01.04.1942 | -                   | Ленинградская армия ПВО                                      | 11-й гвардейский, 26-й, 123-й, 124-й, 158-й истребительные полки ПВО                                                                                                  |
| 01.05.1942 | -                   | Ленинградская армия ПВО                                      | 11-й гвардейский, 26-й, 123-й, 124-й, 158-й истребительные полки ПВО                                                                                                  |
| 01.06.1942 | -                   | Ленинградская армия ПВО                                      | 11-й гвардейский, 26-й, 123-й, 124-й, 158-й истребительные полки ПВО                                                                                                  |
| 01.07.1942 | -                   | Ленинградская армия ПВО                                      | 11-й гвардейский, 26-й, 123-й, 124-й, 158-й истребительные полки ПВО                                                                                                  |
| 01.08.1942 | -                   | Ленинградская армия ПВО                                      | 11-й гвардейский, 26-й, 123-й, 124-й, 158-й истребительные полки ПВО                                                                                                  |
| 01.09.1942 | -                   | Ленинградская армия ПВО                                      | 11-й гвардейский, 26-й, 123-й, 124-й, 158-й истребительные полки ПВО                                                                                                  |
| 01.10.1942 | -                   | Ленинградская армия ПВО                                      | 11-й гвардейский, 26-й, 123-й, 124-й, 158-й истребительные полки ПВО                                                                                                  |
| 01.11.1942 | -                   | Ленинградская армия ПВО                                      | 11-й гвардейский, 26-й, 123-й, 124-й, 158-й истребительные полки ПВО                                                                                                  |
| 01.12.1942 | -                   | Ленинградская армия ПВО                                      | 11-й гвардейский, 26-й гвардейский, 27-й гвардейский, 124-й, 158-й истребительные полки ПВО                                                                           |
| 01.01.1943 | -                   | Ленинградская армия ПВО                                      | 11-й гвардейский, 26-й гвардейский, 27-й гвардейский, 124-й, 158-й истребительные полки ПВО                                                                           |
| 01.02.1943 | -                   | Ленинградская армия ПВО                                      | 11-й гвардейский, 26-й гвардейский, 27-й гвардейский, 124-й, 158-й истребительные полки ПВО                                                                           |
| 01.03.1943 | -                   | Ленинградская армия ПВО                                      | 11-й гвардейский, 26-й гвардейский, 27-й гвардейский, 124-й, 158-й истребительные полки ПВО                                                                           |
| 01.04.1943 | -                   | Ленинградская армия ПВО                                      | 11-й гвардейский, 26-й гвардейский, 27-й гвардейский, 124-й, 158-й истребительные полки ПВО                                                                           |
| 01.05.1943 | -                   | Ленинградская армия ПВО                                      | 11-й гвардейский, 26-й гвардейский, 27-й гвардейский, 124-й, 158-й истребительные полки ПВО                                                                           |
| 01.06.1943 | -                   | Ленинградская армия ПВО                                      | 11-й гвардейский, 26-й гвардейский, 27-й гвардейский, 124-й, 158-й истребительные полки ПВО                                                                           |
| 01.07.1943 | -                   | Ленинградская армия ПВО                                      | 11-й гвардейский, 26-й гвардейский, 27-й гвардейский, 124-й, 158-й истребительные полки ПВО                                                                           |

## Командование
- Данилов, Степан Павлович, полковник, 19.06.1941 — 25.09.1941
- Ерлыкин, Евгений Ефимович, полковник, c 10.11.1942 генерал-майор авиации, 25.09.1941 — 24.06.43
- Антонов Николай Дмитриевич, полковник, генерал-майор авиации 24.06.43 — 09.05.45

## Отличившиеся воины
- Беляев Ириней Фёдорович, капитан, командир эскадрильи 27-го гвардейского истребительного авиационного полка 7-го истребительного корпуса ПВО Указом Президента СССР от 5 мая 1991 года удостоен звания Героя Советского Союза. Золотая Звезда № 11646.
- Жидов Георгий Никонорович, командир 401-го истребительного авиационного полка 7-го истребительного корпуса ПВО 14 февраля 1943 года удостоен звания Героя Советского Союза. Золотая Звезда № 808.
- Николаев Дмитрий Семёнович, старший лейтенант, командир звена 27-го гвардейского истребительного авиационного полка 7-го истребительного корпуса ПВО 8 сентября 1943 года удостоен звания Героя Советского Союза. Золотая Звезда № 1204.
- Харитонов Василий Николаевич, командир звена 123-го истребительного авиационного полка 7-го истребительного авиационного корпуса ПВО удостоен звания Героя Советского Союза 10 февраля 1943 года. Золотая Звезда № 803.